# Sonatine pour piano no 1 de Tansman
Pour les articles homonymes, voir Sonatine (homonymie).
La Sonatine no 1 pour piano est une œuvre d'Alexandre Tansman composée en 1923. Présentée en public le 8 mars 1924, au Théâtre des Champs-Élysées par son dédicataire Mieczysław Horszowski, elle est publiée la même année par les éditions Maurice Senart.

## Composition
Alexandre Tansman compose sa première Sonatine pour piano en 1923. La partition, dédiée au pianiste polonais Mieczysław Horszowski, est publiée la même année par les éditions Maurice Senart.

## Création
Mieczysław Horszowski assure la première audition en public de la Sonatine no 1 de Tansman au Théâtre des Champs-Élysées, le 8 mars 1924.

## Présentation
L'œuvre est en trois mouvements :
1. Modéré ( = 160), à quatre temps (noté ) avec quelques changements de mesures ;
2. In modo polonico. Allegretto ( = 80) à 
 ;
3. Toccata. Vivace ( = 138) à quatre temps (noté ) avec quelques mesures à 
, la fin Tranquillo à 
 ( = 100).

## Analyse
La Sonatine no 1 de Tansman, comme l'ensemble de son œuvre pour piano, n'est pas abordée dans le Guide de la musique de piano et de clavecin sous la direction de François-René Tranchefort, en 1987.
Guy Sacre considère que le premier mouvement, « en dépit de ses thèmes engageants et de ses fraîches sonorités, est vite lassant, desservi par une rédaction pianistique assez ingrate ». En revanche, le deuxième mouvement, In modo polonico, offre un . La toccata conclusive, « ferraillante », place la main droite sur les touches blanches du piano et la main gauche sur les touches noires : « Dans le choc des sonorités et des harmonies, on continue de percevoir nettement un thème bien carré dans son ut majeur, turbulent et répétitif, joyeux comme à la foire. Il y a même place pour le retour inopiné du thème initial du premier mouvement ».

## Discographie
- Alexandre Tansman: Piano sonatas & sonatinas (2 CD), CD 1, Daniel Blumenthal (piano), Etcetera Records KTC 2021, 1993[5].
- Alexandre Tansman: Piano Music, Volume One, Danny Zelibor (piano), Toccata Classics TOCC 0170, 2015[6].